# Sturmabteilung
A Sturmabteilung ( Sturmabteilung, SA, magyarul rohamosztag) a Nemzetiszocialista Német Munkáspárt paramilitáris szervezeteként működött és kulcsfontosságú szerepet játszott a nemzetiszocialisták hatalomra jutásában, hiszen a párt gyűléseit erőszakkal védte a politikai ellenfelek csoportjainak támadásától, ill. azok rendezvényeit masszívan akadályozta. A nácik hatalomra jutása után Hermann Göring, a porosz belügyminisztérium birodalmi komisszárja és egyben a porosz politikai rendőrség főparancsnoka rövid ideig az SA-t felhasználta „segédrendőrségként”. 1934 nyarát követően, amikor SS-egységek az SA vezetői garnitúráját legyilkolták (lásd: Röhm-puccs), az SA a nemzetiszocialista korszak további szakaszában elveszítette korábbi jelentőségének igen nagy részét. A Német Birodalom kapitulációja után 1945-ben mind az NSDAP-t, mind az SS-t egy törvény betiltotta, és ezeket a szervezeteket feloszlatták.

## Története

### Névváltozás
Az NSDAP első rendfenntartó csapata a Schutzstaffel (röviden SS, magyarul védőosztag) nevet kapta. Ezt egyre többször vetették be a termekben folyó csatározásokban. Ebből fejlődött ki később az új neve, a Sturmabteilung (röviden SA). Ez verőlegények csapatát fedi, akik a baloldali pártokkal vívott utcai „összecsapásokban” kaptak feladatot. A párton belüli SA rendfenntartó csapatok arra szolgáltak, hogy a Hitler körüli vezető káderek céljait a helyi pártszervezetekben keresztülvigyék. Az Ehrhardt-csoport önállóvá válása után új védosztagot állítottak fel Schutzstaffel (röviden SS) néven. Ez átvette a párton belüli rendfenntartó csapatok funkcióját. 1933-ban az úgynevezett Machtergreifung (a hatalom megragadása) után már csak az SA és SS rövidítések maradtak használatban, mint névlegesen különálló szervezetek megjelölői, egészen 1934-ig, az SA vezetőinek lemészárlásáig.

### A húszas évek elejétől a Reichstag leégését követő rendelkezésig
A bajor hadsereggel Ernst Röhm jó kapcsolatokat tartott fenn, ennek köszönhetően a 19-es aknavető-csapat tagjaiból állt össze a párt első „teremvédő” csapata. Parancsnokuk, Julius Schreck főhadnagy vezetésével kellett nekik a nyugalom fenntartásáról gondoskodni a pártrendezvényeken. A párt saját rendfenntartó szolgálatába Röhm ebből a csapatból hozta be az első gárdát, viszont nem voltak ezek közt tapasztalt parancsnokok. Ezeket az 1920-ban hivatalosan feloszlatott Marine-Brigade Ehrhardt (Ehrhardt tengeri brigád) soraiban találta meg. 1921. augusztus 3-án Hermann Ehrhardtot állította Röhm az NSDAP-gyűlésvédelem élére, Ehrhardt azonban ezt a feladatot augusztus 8-án átadta Hans Ulrich Klintzsch hadnagynak.
1921. november 4-én kapta meg hivatalosan az NSDAP gyűlés-őrsége a „Sturmabteilung” címet egy hatalmas müncheni sörözőben, a Hofbräuhausban tartott nagy rendezvény alkalmából, melyet a nácik utólag „teremcsatának” neveztek el. Az SA-nak most a feladata az lett volna, hogy az NSDAP hivatalos gyűléseit védje és őrizze, azonban továbbfejlődött, és a politikai ellenfelek megfélemlítését végző harci szövetséggé lett. Katonai kiképzését a bajor hadsereg 7. hadosztálya végezte (különösen a 7. utászzászlóalj és a 19. „III. Viktor Emánuel olasz király” bajor gyalogosezred). Önmagát „védszövetségnek” tekintette, és beépült a bajor kormány mozgósítási terveibe is.
A müncheni SA már 1923-ban kereken 1150 főt számlált és tüzérszázadokkal, valamint lovas alakulatokkal is rendelkezett. Parancsnokai katonai jelölésekkel rendelkeztek (pl. lövegparancsnok, lövészparancsnok).
1923. november 9-én az SA kereken 2000 tagja vett részt Hermann Göring katonai parancsnokuk vezetésével a sörpuccsban. Ebben a puccskísérletben 16 NSDAP-tagot (köztük öt Stoßtrupp (Lökés-csapat) bajtársat) a müncheni rendőrség és a hadsereg lelőtt, ezzel meglettek az első „vértanúi” a pártnak. A végrehajtói hatalmat Friedrich Ebert átadta Hans von Seecktnek, aki november 23-án betiltotta az NSDAP-t és a KPD-t (Kommunistische Partei Deutschlands) is. Ezt a betiltást megkerülte az SA, egyszerűen úgy, hogy nevet változtatott, új neve 1924 és 1925 között Frontbann (kb. frontzászló) lett.

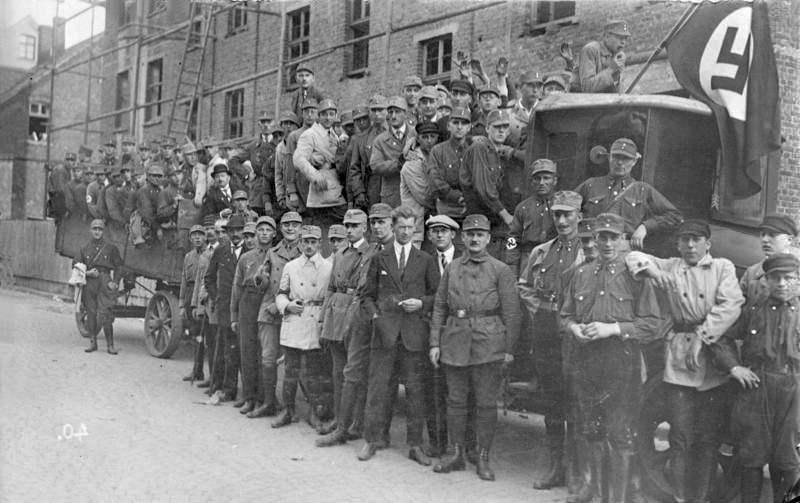
Esseni Sturmabteilung 1926-ból, még kevert uniformisban

Miután a pártot 1925-ben újból megalapították, az SA-t megint felállították, most Franz Pfeffer von Salomon parancsnoksága alatt. Ernst Röhm április 30-án rákérdezett Hitlernél, hogy tekintheti-e önmagát az SA ismét a párt „védszövetségének”. Négy héttel később a következő elutasítást kapta válaszként:  Herr Hitler nem gondol egy új véd-mozgalom felépítésére, ha ezt a maga idején megtette, úgy tette ezt csak azon uraknak az indítványára, akik később őt cserbenhagyták. Ma csupán egy teremőrségre van szüksége, mint 1923 előtt.
Az SA fő feladatköre Hitler akaratának megfelelően felvonulásokból és a politikai ellenfelek elleni „civil” erőszakos támadásokból állt. Ezekhez tartoztak elsősorban a KPD és az SPD tagjai, akik ellen utcai csatákban harcoltak, a kommunista Roter Frontkämpferbund (Vörös Frontharcosok Szövetsége) és a szociáldemokrata indítású köztársaságiak Reichsbanner Schwarz-Rot-Gold (Fekete-vörös-arany Birodalmi Zászló) paramilitáris szervezetei, de úgyszintén zsidók és keresztények, mint a Kolpingjugend (Kolpingról elnevezett, ma is létező katolikus egylet) tagjai ellen.
A következő időkben Pfeffer von Salomon és Ernst Röhm (aki 1930-ban tért vissza Bolíviából) az SA-t ütőképes és jól tagolt szervezetté formálták. Az SA megnövekedett a nagy gazdasági világválságnak és az NSDAP választási eredményeinek együttes hatásaként. 1930-ban 60 000-80 000 tagot számlált, és 1932-ben már mintegy 220 000 bejegyzett tagja volt.
Az 1932. áprilisi terrorhullám miatt Heinrich Brüning birodalmi kancellár betiltotta az SA-t, de e tilalmat már júniusban feloldotta Brüning utóda, Franz von Papen. Az 1932-es parlamenti választásokat megelőzőleg polgárháborúhoz hasonló állapotok uralkodtak, melyeknek 300 halálos áldozata és több mint 1100 sebesültje volt. Ebben az SA-nak nagy része volt. Adolf Hitler 1933. január 30-i birodalmi kancellárrá való kinevezését az eközben több mint 400 000 főre növekedett SA egy éjszakai fáklyás felvonulással ünnepelte, mely Berlinben a Großer Sterntől indult, és a Brandenburgi kapun át jutott el a kancellári hivatalig a Wilhelmstraßén.
Sok SA-tag egy erőszakos puccs stílusában végrehajtott azonnali hatalomátvételt várt el. Már 1931 őszén nyilvánosságra kerültek a Boxheimer Dokumentumok az SA államcsínyterveiről. A nemzetiszocialisták vezetése azonban még kerülte az SA-val való erőszakos puccs megoldást. Az SA ekkor ugyanis polgárháborút folytatott a Vörös Frontharcosok Szövetsége és a Fekete-vörös-arany Birodalmi Zászló ellen és a puccs kimenetelét ez bizonytalanná tette. Az is kétséges volt, hogy a Reichswehr és mindenekelőtt a porosz rendőrség, mely a Weimari Köztársaság alatt erős szociáldemokrata befolyás alatt állt, együttesen követni fogják-e az új kormányzat utasításait. Az SA aktív maradt. Közvetlenül 1933. január 30-át követően egyedül Berlinben több ember vált áldozatává, és sokan sebesültek meg a vele való harcokban. SA-csapatok önhatalmúlag házkutatásokat és letartóztatásokat hajtottak végre.

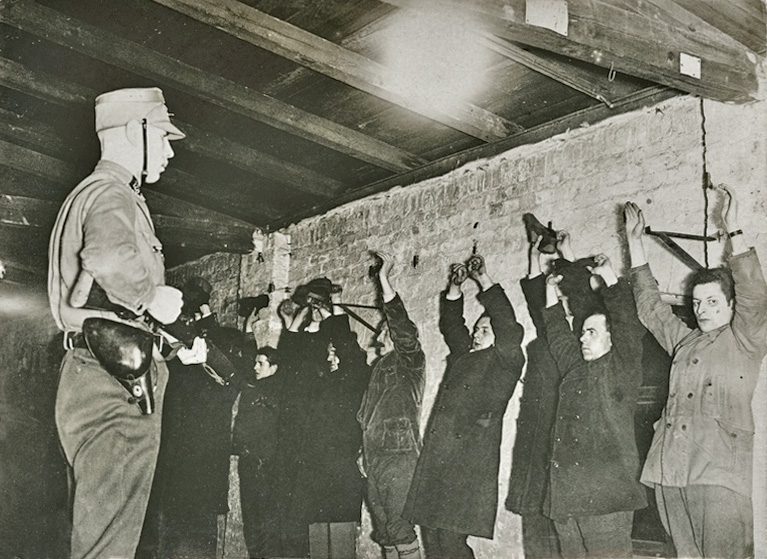
Az SA kommunistákat tartóztat le Berlinben 1933. március 6-án, a képviselőválasztások napján

Hermann Göring porosz belügyminiszter 1933. február 22-én megalapította a porosz segédrendőrséget, mely elsősorban az SA soraiból került ki. Így az SA beépült az állam hatalmi gépezetébe, állami autoritással működhetett tovább, átfogó illetékességgel rendelkezve, mely egyrészt kielégítette az SA cselekvési igényeit, másrészt rendezett mederbe terelte e cselekvéseket. Ehhez még hozzájött, hogy a masszív SA-jelenléthez és a hatalom új birtokosaihoz a reguláris rendőri erők is hozzáidomultak. Becslések szerint egyedül Berlinben 3-5000 SA-tagot neveztek ki segédrendőrnek. Ebben az összefüggésben lép színre az SA-katonairendőrség (Feldpolizei). Míg ez a külön egység kezdetben a rezsim ellenzői üldözésére és letartóztatására került bevetésre, később egyre inkább belső szervezési és rendfenntartó feladatokat kapott. Ezeket egy új név, SA-Feldjägerkorps (SA-katonairendészet) alatt gyakorolta 1935-ig. A porosz segédrendőrséget ezzel szemben már 1933. augusztus elején feloszlatták.
A „Reichstagsbrandverordnung” (rendelkezés a Reichstag égése kapcsán) közvetlenül az 1933. február 28-i tűzeset után és néhány nappal a képviselő-választások előtt jelent meg. Ezzel a weimari alkotmányban rögzített alapvető jogokat gyakorlatilag hatályon kívül helyezték, és lehetővé tették az NSDAP politikai ellenfeleinek legalizált üldözését a rendőrség és az SA számára.

### Hitler kettős játéka
Hitler számára az SA épp annak terrorja miatt a hatalomátvétel első fázisában rendkívül hasznos volt. Segítségével meg tudta félemlíteni és terrorizálni az ellenlábasait, másrészt a konzervatív erők előtt lehetővé tette számára, hogy mint egyetlen az SA-t visszafogni képes személy lépjen fel. Ha a körülmények azt kívánták, azzal fenyegetett közvetve, hogy az SA-nak tényleg szabad kezet fog adni, ha nem, akkor megígérte, szelídebbre fogja majd őket. Taktikájával elérte, hogy a konzervatívok elfogadták a terrort és ráadásul díjazták neki, hogy ezt a terrort „egy elviselhető szinten” tudja tartani.

### „Röhm-Putsch” 1934

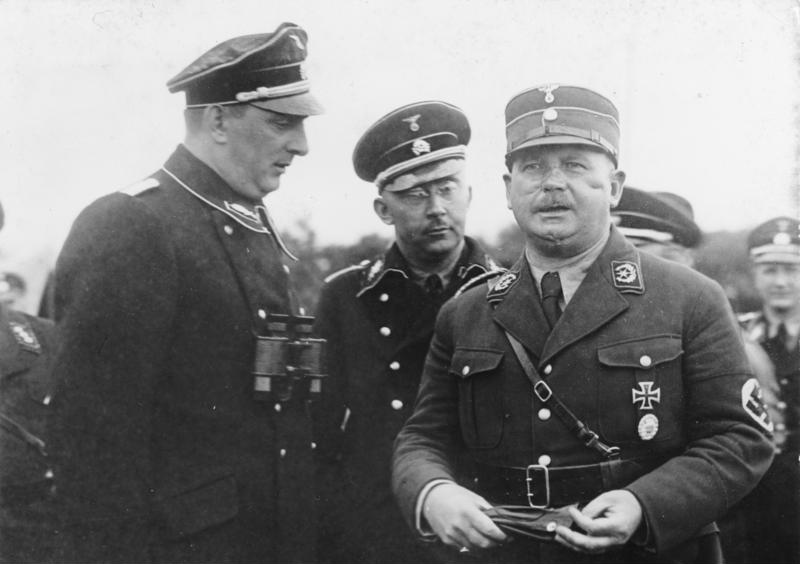
Ernst Röhm (jobbra) Heinrich Himmler (középen) és Kurt Daluege (balra) társaságában 1933 augusztus

Előbb Adolf Hitler az SA-nak is köszönhetően 1933-ban egyre jobban megszilárdította a hatalmát. 1934 nyarán azonban már egyre kényelmetlenebbé vált neki a szervezet. 1934. június 30-án felkereste Röhmöt a nyaralóhelyén, Bad Wiesseeben. Azzal vádolta őt, hogy puccsot tervez ellene és szemforgató módon szemére vetette, hogy homoszexuális. Ugyanis a párt vezető köreiben nyílt titok volt Röhm és környezetének homoszexuális hajlama. Az újságokban is elterjedtek ezek a hírek már 1933 előtt. Példa erre Fritz Gerlich „Der gerade Weg” (Az egyenes út) cikke. A „Röhm-Putsch” után hivatalosan nyilvánosságra jutott Röhm homoszexualitása. Ezután egy politikai vicc járta Hitler megjátszott megdöbbenéséről: „Vajon mennyire lesz majd Hitler megdöbbenve, ha észreveszi, Göring kövér és Goebbels egyik lába megnyomorodott?”
Röhmöt és közvetlen híveit, egyéb kényelmetlenné vált személyekkel együtt letartóztatásukat követően meggyilkolták. Mind a mai napig nem került elő egyetlen nyom sem, mely jelezné, Röhm tényleg puccsot tervezett volna, illetve, hogy az közvetlenül fenyegetett volna. Röhm mellett meggyilkolták többek közt Heines SA-Obergruppenführert (főcsoportvezetőt), Kurt von Schleichert, az előző birodalmi kancellárt és feleségét, Gustav von Kahrt és Gregor Strassert.
Több előnyt jelentett Hitler számára ez a leszámolás:
- A Sturmabteilung lecsendesítésével mind a külföld, mind a német polgárság felé az igazi államférfi képében jelent meg.
- Bizalmat nyert a Reichswehr tábornokaitól a paramilitáris konkurenciája félretételével.
- A főként munkanélküli és kispolgári összetételű SA hatalmának megtörésével Hitler a német nagyipar és gépipar köreiben még több támogatáshoz jutott.
- A milliós taglétszámot számláló SA lefejezésével egy potenciálisan veszélyes párton belüli hatalom semlegesítése valósult meg.

A Führer az SA vezetésének megöletésével megkapta a lehetőséget, hogy az SS Heinrich Himmler vezetésével az SA-tól – az anyaszervezettől – függetlenedjék, és formálisan is önálló szervezetté váljék a nemzetiszocializmuson belül. Eredetileg ugyanis az SS csak Hitler testőrgárdájának szerepét kapta az SA-n belül. Himmlernek sikerült a következő években az SS, annak tagszervezetei (pl. A Birodalmi Vezér SS-Testőrsége, a Waffen-SS) és így önmaga számára is a náci államon belül egy csaknem példátlan mértékű hatalmat kivívni.

### 1934 után
Röhm és követőinek megölése után – alapos becslések szerint mintegy 130 halott volt – az SA csaknem jelentéktelenné vált, és legfeljebb a párt és más szervezetek káder-utánpótlásaként tudott csak szolgálni.
Amikor Viktor Lutzét nevezték ki Röhm utódjának, ő az SA-n belül létrehozott egy az SS-hez hasonló elit zászlóaljat, amelynek neve „Feldherrnhalle” SA (SA-zászlóalj) volt (a Feldherrnhalle egy müncheni műemlék, itt ütközött meg a müncheni puccs során az SA a rendőrséggel). Ez a felfegyverzett egység az SS-Verfügungstruppe (készenléti csapat) SA-n belüli megfelelője volt.
1938 novemberében jutott az SA ismét egy országos feladathoz, a zsidó népesség elleni november-pogromokban, mely „Kristályéjszaka” néven vonult be a történelembe. Röviddel a háború vége előtt tartalékként szolgált a Volkssturm (néproham) harcosai számára, ahol az SA-legények gyakran a hadifoglyok és a kapitulációt kívánók elleni erőszakos cselekedeteikkel tűntek ki.

## Belső hierarchiája
1926-ig az SA parancsnoka az „Oberster SA-Führer” (legfelső SA-vezető, OSAF) rangot viselte. Mindaddig az SA nem az Nemzetiszocialista Német Munkáspárt (NSDAP) szervezetének, hanem önállónak számított. 1926 őszétől Adolf Hitler átvette az SA vezetését, azaz maga lett a legfelsőbb SA-vezető. A poszt korábbi betöltőjének kitalálták az új SA-Reichsführer (birodalmi SA-führer) posztot; ez ettől kezdve a párt ellenőrzése alatt állt. Ez a poszt az SS-Reichsfürer mintájára készült, aki bár birodalmi führer volt, mégis formálisan továbbra is az SA-Reichsführer alárendeltjének számított.
Ernst Röhmnek az SA-ba való visszatérésével bevezették legmagasabb rangfokozatként a Chef des SA-Stabes vagy röviden SA-Stabschef (vezérkari főnök) rangját.
Ernst Röhm volt a legismertebb ebben a rangfokozatban. Új rangjában kezdett szembefordulni Hitlerrel. Röhm az SA-szervezetét ismét ki akarta vonni a párt ellenőrzése alól. A Machtergreifung (1933), azaz a hatalomátvétel után a „második forradalmat” követelte és egy „NS-Volksheeres” (nemzetiszocialista néphadsereg) létrehozását, melynek a Reichswehrt kellett volna leváltania. Az utóbbi egységeinek egyesülnie kellett volna az SA-val és abba beolvadva képezni a nemzetiszocialista néphadsereget.
Hitler, akinek jövőbeni háborús terveihez szüksége volt a Reichswehr támogatására, azt a benyomást ébresztette – Röhmöt tudatosan hamisan idézve és az idézeteket szétkürtölve –, hogy Röhm egy felkelést szervez. A 3,5 millió SA-tag ellen a rendőrség és Reichswehr nem tudott volna sokat elérni. Röhm belső pártkörökben többször hangsúlyozta: „Gondoljatok arra, csaknem négymillió fickó áll mögöttem!”. Lehet, hogy ezt csak tréfának szánta, mégis Hitler és a Reichswehr vezetői fülében ez igen fenyegetőnek csengett.
Ez a „lázadás-pletyka” főként Hermann Göring és Heinrich Himmler útján terjedt el, utóbbi akkoriban még csak az SS-Obergruppenführer rangját viselte.
Himmler ugyan többször biztosította Röhmöt a maga és az SS feltétlen hűségéről. Ennek ellenére az SA vezetőit 1934. június 30. („a hosszú kések”) éjszakáján a brutalitása miatt rettegett felső-bajorországi SS-halálfejesek letartóztatták és az Adolf Hitler SS-testőrségéből képzett kivégzőosztag Josef Dietrich vezetésével lelőtte őket.
Magát Röhmöt július 1-jén Theodor Eicke, a halálfejesek parancsnoka és helyettese Michel Lippert lőtte le Röhm cellájában.
Röhm után a Stabschef Viktor Lutze lett, aki mint „Reichsleiter SA” közvetlenül Adolf Hitler alárendeltje lett. Ő tehát egy saját rangfokozatot kapott. Halálos balesete után, 1943-ban Wilhelm Schepmann lett Stabschef.

### Belső felépítése (1934-es állapot)
Az SA 21 csoportra tagozódott. Ez a szám az évek során az adminisztratív szükségszerűségekkel és a háborúban meghódított új területekkel összefüggésben megváltozott. Minden csoport több brigádból állt. A további bontás egységekre és alegységekre le egészen a rajig: Standarte (kb. zászlóalj), Sturmbann, Sturm, Trupp und Schar (raj).
SA-Mann volt tágabb értelemben minden SA tag. Szűkebb értelemben a harcos.
SA-Mann speciális értelemben lehet: SA-Führer (Sturmführerrel kezdve felfelé), SA-Unterführer (rajvezetőtől felfelé egészen az Obertruppführerig, azt is beleértve) és SA-Mann (SA-Manntól felfelé Sturmmann, Rottenführer (kb. szakaszvezető)).
SA-Anwärter (várományos) volt mindenki, akit még nem soroltak be véglegesen, de már tagja volt az SA-nak.
A legalacsonyabb az egységek között a Sturm (kb. század) volt, alegységnek a Trupp (szakasz) és a Schar (raj) számított.
Az aktív SA-tagokon kívül megemlítendők még mint további formációk: SA-Reserve I und SA-Reserve II (tartalék I és II). 1938-ban az SA szervezeti struktúráját kizárólag katonai szempontok szerint újjászervezték. Ennek során a tartalék I és II megszűntek.

## Az SA külső megjelenése

### Egyenruházat
1924 óta az „NS-Kampforganisationen” (NS harci szervezetek) tagjai az ún. „Lettow-Hemd”-et (Paul von Lettow-Vorbeck tábornok nevével ellátott inget) hordták. Azelőtt 1920–1923 közt a kimustrált katonák viselték korábbi egyenruháikat az SA-n belül. Azok, akik nem voltak korábban katonák, szürke vihardzsekit viseltek uniformisként.
A később hivatalosan is „barna ingnek” nevezett párting állítólag csak a véletlen műve volt. Az 1923-ban Ausztriába menekülő Gerhard Roßbach SA-führernek sikerült egy nagyobb tétel barna inghez jutnia. Ezeket eredetileg a Lettow-Vorbeck vezette német kelet-afrikai véderő (Schutztruppe) számára készítették. Mikor Roßbach visszatért Németországba, bevezette ezeket az ingeket az SA-ban.
Ezzel szemben Roßbach egy a Georg Franz-Willinggel (az Institute for Historical Review munkatársa, ismert holokauszttagadó) folytatott beszélgetés során azt nyilatkozta, hogy ő maga bizonyos befolyást gyakorolt a barna ing formai megjelenésére. Az ún. „SA-dicsőségkönyv” (1934)-ben is szerepel, hogy a barna inget eredetileg az SA Roßbach vezette részlege viselte, éspedig először 1925. április 25-én. Így mindenesetre feltételezhető, hogy Roßbach a barna ing „véletlen felfedezés”-kénti beállításával utólag akart távolságot tartani az NS-rezsimtől.
Az uniformist minden SA-tagnak magának kellett megvennie, emiatt (főként a korai fotókon) gyakran látni hiányosan felszerelt tagokat. A bal karon horogkeresztes szalagot viseltek, ez vörös alapon fehér körben egy fekete horogkeresztből állt.
A barna ingnek a nyilvánosságra gyakorolt hatását bekalkulálták az SA tagjai. Amikor Bajorországban és Poroszországban 1930-ban betiltották a barna ing nyilvános viselését, az SA-vezetés villámgyorsan áttért a fehér ingek viselésére anélkül, hogy egyébként ez a tevékenységüket különösebben zavarta volna, ami a nyilvánosság figyelmét még inkább felhívta az SA-ra. A tilalom végével megint visszatértek a barna inghez.
1932-ben Hugo Boss cége az NSDAP-pártvezetéstől megbízást kapott, tervezze meg az NS-szervezetek egységes egyenruházatát. Az SS-uniformisokat kivéve minden pártszervezetnél különféle barna tónusú egyenruhák lettek bevezetve.

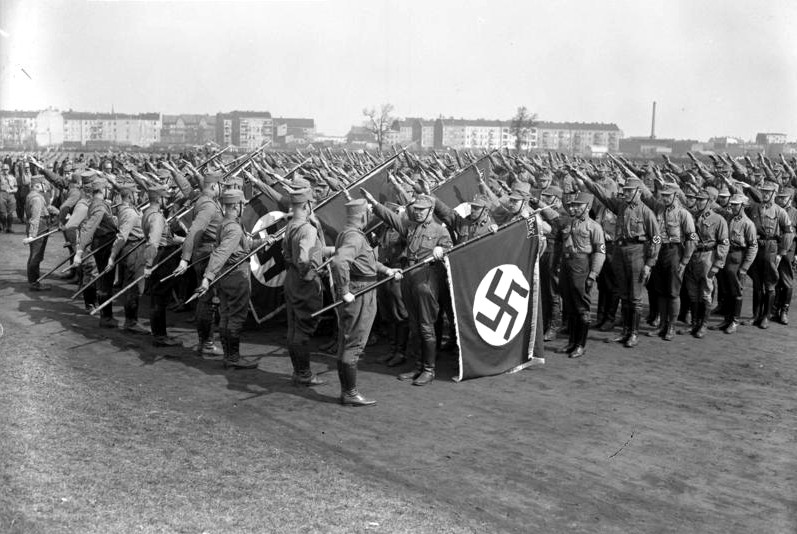
SA-zászlóavatás a tempelhofi mezőn Berlinben, 1933

A barna inghez az SA-tagok barna nyakkendőt, barna bricsesz nadrágot és csizmát viseltek (ritkán és elsősorban ünnepi alkalmakkor az SA felsőbb vezetése „normális hosszú nadrágot” és egy katonai szabásvonalú barna egyen-zakót viselt). Az SA-sapka tipikus volt, barna szövetből készült, eredetileg puha volt, állhoz szíjazható és bőr ellenzős. 1929 augusztusában ez a sapka merev testűvé lett, melynek felső részén egy színes betét jelezte az SA-Mann területi hovatartozását. Különféle szélességű ezüst sávok jelezték ezen felül a viselő rangfokozatát.
A rangjelzéseket a bal (Standartenführertől felfelé mindkét) ingnyakon egy négyszögletes, a sapka színes betétjével egyező színű mezőn viselték (lásd Röhm fotóján). Ezeknél a rendfokozatoknál ezt a mezőt ezüst csavart zsinór vette körbe. A jobb oldali mezőben volt egy szám, mely az SA-századot és zászlóaljat jelölte: pl. 1/5 az 5-ik zászlóalj 1-es szakaszát. A törzs tisztjeinél így csak egy szám maradt: pl. 5 az 5-ik zászlóalj esetében. A jobb vállon arany és ezüst kétszínű zsinórdísz volt felvarrva. Amennyiben az SA-Mann az NSDAP-nak is tagja volt (ami nem volt magától értetődő, de a magasabb vezetőknél mégis a rangfokozat előfeltétele volt), akkor ő a „mellbimbók magasságában” a nyakkendőjén viselte az NSDAP pártjelét.
Az egyenruhához tartozott még egy barna csatos vállszíj, amelyen a bal csípőnél az SA-tőrt rögzítették.

### Zászlókultusz

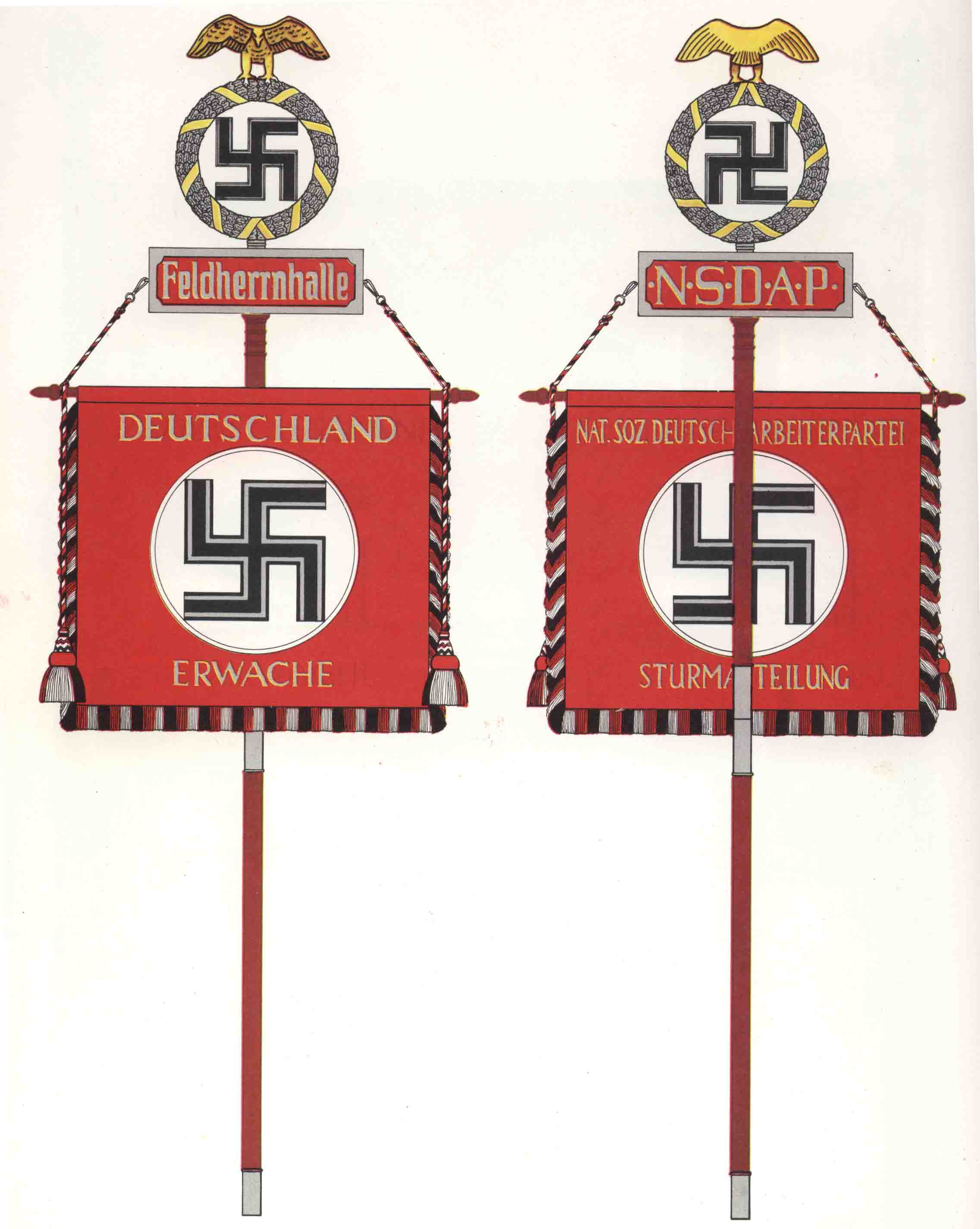
SA-Standarte (itt az SA- Standarte „Feldherrnhalle”)

A nyilvánosság előtt jelentős szerepet kaptak a zászlók, ezeken többnyire horogkeresztek voltak. Az SA-ban megkülönböztető jelként szolgált a horogkereszt, de ugyanígy nagy tömegben dekorációként is.
Az úgynevezett rohamzászlók mellett, melyeket a mindenkori „Sturmabteilung”-nak ünnepélyesen átadtak, minden egységnek volt egy Adolf Hitler által megtervezett „SA-Standarte”-ja, mint megkülönböztető jelvénye. Ezek a régi római és a napóleoni idők példaképeit követték formailag. Körülöttük egy széleskörű zászlókultusz éledt. A standartoknak megvolt az az előnyük a rohamzászlókkal szemben, hogy minden időjárásnál mindig láthatóak voltak. A „Deutschland erwache!” (magyarul: Ébredj Németország) felirat Dietrich Eckart „Sturm, Sturm, Sturm” c. dalából származik. Az első négy standartot a müncheni aranyműves, Gar készítette és 1923 januárjában a nürnbergi pártnapon adták át őket ünnepélyesen. A teljes körű bevezetése az SA-ban 1926-ban kezdődött el Weimarban, amikor Adolf Hitler „hűségesküvel” és csaknem vallásos-mitikus ceremónia keretében átadta az SA-standartokat.
További 12 standartot avattak ünnepélyesen 1927-ben Nürnbergben a pártnapon és átadták őket az egységeknek. Erre a célra a Blutfahnét, azt a zászlót használták fel, amelyet 1923. november 9-én a müncheni Feldherrnhalle felé való meneteléskor hordtak a menet élén. A nemzetiszocialisták szerint a zászlót a puccs során a rendőrség által lelőttek vére áztatta át, így az ő emlékükre „vérzászlónak” nevezték el, demonstrálva a mozgalommal való kapcsolatát. Hogy ez a zászló tényleg véráztatta volt-e a „vértanúk” vérével, arról ellentmondásos elbeszélések voltak. E „vérzászló” egyik szegletével megérintette Hitler a zászlóavatások során minden új standart zászlókendőjét, hogy „a mozgalom mártírjainak erői” így – egy sötét vér-és-rög-ideológia szimbolizmusával – a zászlóra és vele az SA-egységre „átszálljanak”.

### Az SA öreg harcosai

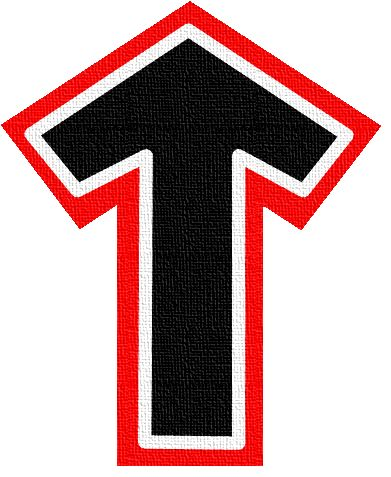
A Tyr-Rune, az SA vezetőképző iskola végzős növendékeinek hűségjele (grafikus ábrázolás)

Mindazok, akik 1925. január 1. és 1933. január 30. között léptek be az SA-ba, „öreg SA harcos” nevet kaptak. Mindkét alkar hajtókáján ezüstös szürke csíkokat viseltek, ezek száma és szélessége a belépés éve szerint különböző volt.
Az SA-Reichsführerschule (birodalmi vezetőképző) végzős növendékei 1930-tól kezdődően a Tyr-Rune (az északi Rune ABC-ben T) hűségjelét viselték.

### SA-sportjelölés
Az SA-Sportabzeichen megalkotásának célja, hogy a politikailag nem cselekvő sportolók soraiban egy szorosabb gondolati kapcsolatot hozzanak létre a nemzetiszocialista eszmeiséggel.

## Rendfokozati jelek
Az SA szervezeti tagozódása, rangjai és rangjelei példaképül szolgáltak az SS szervezeti struktúrája és hasonlóan más „NS-harciszervezetek”, mint Nationalsozialistisches Kraftfahrerkorps (Nemzetiszocialista Teherszállító Egységek) és Nationalsozialistisches Fliegerkorps (Nemzetiszocialista Repülős Egységek) számára.

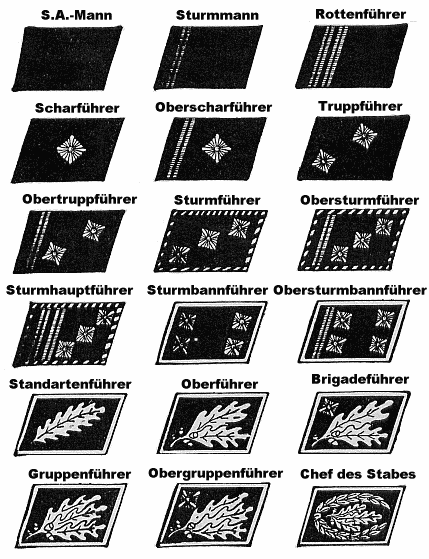
Az SA rendfokozati jelek

A rendfokozatok:
SA-Anwärter (várományos)
1 SA-Mann (harcos)
2 SA-Sturmmann (roham harcos)
3 SA-Obersturmmann (fő roham harcos – nincs a képen)
4 SA-Rottenführer (kb rajvezető)
5 SA-Scharführer (kb tizedes)
6 SA-Oberscharführer (kb szakaszvezető)
7 SA-Truppführer (Őrmester)
8 SA-Obertruppführer (Törzsőrmester)
9 SA-Haupttruppführer (Főtörzsőrmester – nincs a képen)
10 SA-Sturmführer (Hadnagy)
11 SA-Obersturmführer
12/13 SA-Sturmhauptführer (1934. októbertől: SA-Hauptsturmführer)
14 SA-Sturmbannführer (Ezredes)
15 SA-Obersturmbannführer
16 SA-Standartenführer
17 SA-Oberführer
18 SA-Brigadeführer (General)
19 SA-Gruppenführer
20 SA-Obergruppenführer
21 SA-Chef des Stabes (Röhm fenti fotóján látható)

## Sajtóorgánum
1928 óta megjelent a Völkischer Beobachter (Népi Figyelő) napilapban egy betét „Der SA-Mann” címmel, melyet a felső SA-vezetés 1932. január 5-től önálló hetilapként adott ki. Az újság elsősorban katona témákkal és az SA, NSDAP belső ügyeivel foglalkozott. Joseph Berchtold volt a főszerkesztője.

## Fordítás
- Ez a szócikk részben vagy egészben  a    Sturmabteilung című német Wikipédia-szócikk ezen változatának fordításán alapul.  Az eredeti cikk szerkesztőit annak laptörténete sorolja fel. Ez a jelzés csupán a megfogalmazás eredetét és a szerzői jogokat jelzi, nem szolgál a cikkben szereplő információk forrásmegjelöléseként.